# Conseil des États (Soudan du Sud)
Pour les autres articles nationaux ou selon les autres juridictions, voir Conseil des États.
Complexe des ministères
Le Conseil des États (en anglais : Council of States ; en arabe : مجلس الولايات (Al-Watani)) est la chambre haute de la législature nationale du Soudan du Sud, son parlement bicaméral. Il a été établi en 2011 et reformé en 2021.

## Composition
Il comprend de 2011 à 2021, 50 membres dont : 
- Les Sud-soudanais qui siégeaient, avant l'indépendance du Soudan du Sud, au sein du Conseil des États du Soudan ;
- Vingt personnes nommées par le président de la république[1].

Il comprend depuis 2021, 100 membres nommés par le président de la République.

## Législatures
- 2011-2021 ;
- depuis 2021.